# Bolma
Bolma is een geslacht van weekdieren uit de klasse van de Gastropoda (slakken).

## Soorten
- Bolma andersoni (E. A. Smith, 1902)
- Bolma aureola (Hedley, 1907)
- Bolma bartschii Dall, 1913
- Bolma bathyraphis (E. A. Smith, 1899)
- Bolma boucheti Alf & Kreipl, 2011
- Bolma castelinae Alf, Maestrati & Bouchet, 2010
- Bolma exotica (Okutani, 1969)
- Bolma flava Beu & Ponder, 1979
- Bolma fuscolineata Alf & Kreipl, 2009
- Bolma girgyllus (Reeve, 1861)
- Bolma guttata (A. Adams, 1863)
- Bolma henica (R. B. Watson, 1885)
- Bolma jacquelineae (Marche-Marchad, 1957)
- Bolma johnstoni (Odhner, 1923)
- Bolma kermadecensis Beu & Ponder, 1979
- Bolma kiharai Kosuge, 1986
- Bolma kreipli Alf, Maestrati & Bouchet, 2010
- Bolma madagascarensis Nolf & Verstraeten, 2006
- Bolma maestratii Alf & Kreipl, 2009
- Bolma mainbaza Alf, Maestrati & Bouchet, 2010
- Bolma marshalli (Thomson, 1908) †
- Bolma martinae Kreipl & Alf, 2005
- Bolma massieri Bozzetti, 1992
- Bolma microconcha Kosuge, 1985
- Bolma midwayensis (Habe & Kosuge, 1970)
- Bolma millegranosa (Kuroda & Habe in Habe, 1958)
- Bolma minuta Neubert, 1998
- Bolma minutiradiosa Kosuge, 1983
- Bolma modesta (Reeve, 1843)
- Bolma myrica Okutani, 2001
- Bolma opaoana Bouchet & Métivier, 1983
- Bolma persica (Dall, 1907)
- Bolma pseudobathyraphis Alf, Maestrati & Bouchet, 2010
- Bolma recens (Dell, 1967)
- Bolma rugosa (Linnaeus, 1767)
- Bolma sabinae Alf & Kreipl, 2004
- Bolma somaliensis Beu & Ponder, 1979
- Bolma tamikoana (Shikama, 1973)
- Bolma tantalea Alf, Maestrati & Bouchet, 2010
- Bolma tayloriana (E. A. Smith, 1880)
- Bolma venusta (Okutani, 1964)